# 列茲尼基夫西基亞爾河
雷茲尼基夫斯基亞爾河（烏克蘭語：Резніківський Яр），是烏克蘭東部的河流，屬於沃夫恰河的左支流。該河發源自里茲尼科韋，流經哈爾科夫州的丘胡伊夫區，河道全長14公里，流域面積33平方公里。